# Albuca flaccida
Albuca flaccida är en sparrisväxtart som beskrevs av Nikolaus Joseph von Jacquin. Albuca flaccida ingår i släktet Albuca och familjen sparrisväxter. Inga underarter finns listade i Catalogue of Life.